# Trichoplusia glyceia
Trichoplusia glyceia är en fjärilsart som beskrevs av Claude Dufay 1972. Trichoplusia glyceia ingår i släktet Trichoplusia och familjen nattflyn. Inga underarter finns listade i Catalogue of Life.